# Зарубкинское сельское поселение
Зарубкинское се́льское поселе́ние — муниципальное образование в Зубово-Полянском районе Мордовии Российской Федерации.
Административный центр — село Зарубкино.

## История
Статус и границы сельского поселения установлены Законом Республики Мордовия от 7 февраля 2005 года № 12-З «Об установлении границ муниципальных образований Зубово-Полянского муниципального района, Зубово-Полянского муниципального района и наделении их статусом сельского поселения, городского поселения и муниципального района».

## Население
| 2002  | 2010  | 2012  | 2013  | 2014  | 2015  | 2016 |
| ----- | ----- | ----- | ----- | ----- | ----- | ---- |
| 1115  | ↘1066 | ↘1057 | ↘1050 | ↘1039 | ↘1016 | ↘995 |
| 2017  | 2018  | 2019  | 2020  | 2021  |       |      |
| ↗1002 | ↘978  | ↘967  | ↗1359 | ↘822  |       |      |

## Состав сельского поселения
| № | Населённый пункт  | Тип населённого пункта       | Население |
| - | ----------------- | ---------------------------- | --------- |
| 1 | Зарубкино         | село, административный центр | ↘256      |
| 2 | Каргал            | село                         | ↘347      |
| 3 | Красовка          | деревня                      | ↘6        |
| 4 | Покровские Селищи | село                         | ↘457      |